# Google TV (sistema operacional)
Google TV foi uma plataforma smart TV da Google co-desenvolvida pela Intel, Sony e Logitech. A plataforma integrava o sistema operativo do Google Android e da versão Linux do navegador Google Chrome para criar uma sobreposição interativa por cima de tela de televisões com acesso à internet existentes e sites de Web TV para adicionar uma interface de utilizador de 10 pés. O Google TV foi inicialmente lançado em 6 de outubro de 2010, com dispositivos oficiais da Sony e Logitech. A primeira geração de dispositivos foi baseado no processador de arquitetura x86 da Intel. Para a segunda geração de dispositivos, juntaram-se novos parceiros, como a LG, Samsung e Vizio, alguns dos quais incluem capacidades 3D, e os processadores são baseados na arquitetura ARM.

## Características
A Google TV aproveitava muitos dos produtos já existentes do Google. O sistema operativo Android fornecia a base subjacente, permitindo aos desenvolvedores criar aplicações que aumentavam a funcionalidade do sistema. O Google Chrome funcionaria como acesso à internet, permitindo aos consumidores navegar em sites e ver televisão em conjunto. Os consumidores poderiam ligar-se à HBO, CNBC e a conteúdo de outros fornecedores através do Chrome. As televisões que incluíssem Google TV vinham com comandos de teclado QWERTY completo; e os smartphones Android e Apple poderiam ser usados como comandos também. Uma atualização em novembro de 2011 permitiu pesquisar conteúdos de TV ao vivo e outros serviços de entretenimento, como a Netflix, YouTube ou Amazon.

## Parceiros
A plataforma Google TV é fornecida pelo Google para OEMs, a fim de ser incorporada nos seus produtos.

### Primeira geração[4]
A primeira geração de dispositivos foi produzida pela:
- Logitech;
- Sony.

### Segunda geração[5]
A segunda geração de dispositivos está sendo produzida pelos seguintes parceiros:
- Samsung;
- Sony;
- LG;
- Vizio.